# Грифола кучерявенька
Грифола кучерявенька, грифола листувата, гриб-баран, бараняча голова (бараньоха), маїтаке (Grifola frondosa) — вид базидіомікотових грибів родини мерипілові (Meripilaceae). Це великий, іноді величезний гриб, іноді називають грибом-бараном. Відрізняється чудовим смаком, але зустрічається рідко.
В основному гриб зростає у Китаї, в північно-східній частині Японії і Північній Америці, і цінується в традиційній китайській і японській гербології як лікарський гриб. Він широко вживаний в Японії, а його популярність у східній кухні зростає, однак повідомляють, що гриб в рідких випадках може спричинити алергічні реакції.

## Поширення
Ареал виду: Євразія, Північна Америка, Австралія. В Україні на території Закарпаття, Карпатських та західноукраїнських лісів, у Лісостепу, степу, а також у Гірському Криму. Росте у листяних та мішаних лісах, біля основи стовбурів і пеньків листяних дерев
(переважно дуба, бука). Трапляється вкрай рідко. Місцезростання з року в рік одне й теж.

## Опис
Плодові тіла грибів діаметром до 80 см і масою до 10 кг. Плодове тіло являє собою густий рунистий зросток псевдошапкових грибів з досить виразними ніжками, що переходять у листкоподібні або язикоподібні капелюшки. Ніжки світлі, капелюшки по краях темніші, у центрі світліші. Колір від сіро-зеленуватого до сіро-рожевуватого, залежно від віку та освітлення. М'якоть біла, ламка, має цікавий горіховий запах та смак.

## Використання
Гриб має своєрідний горіховий смак. У їжу краще використовувати молоді екземпляри, які варять, сушать. Дуже гарний для супів, бульйонів та смаження.
Бараньоха з баношем це дуже традиційна і смачна Гуцульська страва. На Прикарпатті традиційною є зупа з бараньохи та домашньою локшиною. На зиму використовують сушені баранячки. Також маринують за звичайний рецептом. Традиційно використовували як недільну святкову їжу, а також на Святий вечір як одну з пісних страв. Є повір’я що коли жито починає колоситися тоді треба йти до лісу по бараньохи.
В Японії має назву «маїтаке», що означає — танцюючий гриб.

## Природоохоронний статус
Включений до Червоної книги України (2009) та Білорусі (1993). Охороняється також в Литві, Польщі.